# Sentier du Cares
Pour les articles homonymes, voir Cares.
Le sentier du Cares (Ruta del Cares ou Senda del Cares en espagnol, également appelé La garganta divina, « La gorge divine ») est un des sentiers de randonnée pédestre les plus connus, les plus spectaculaires et les plus prisés des pics d'Europe, montagnes espagnoles situées à cheval entre la province de León et le principauté des Asturies. Il sinue pendant 12 kilomètres (aller) le long de la gorge de la rivière Cares, entre la localité asturienne de Poncebos et le village très isolé de Caín de Valdeón dans la province de Léon. Une variante du sentier de randonnée consiste à continuer vers le sud jusqu'à la localité de Posada de Valdeón, village d'altitude de la province de León, ce qui représente un parcours total de 24 kilomètres (aller) depuis Poncebos.
Le sentier est à l’origine, au début du XXe siècle, un chemin de construction puis d’entretien d’un canal de montagne parfois souterrain d’alimentation en eau de la centrale hydroélectrique de Poncebos.

## Histoire
Avant l'existence de ce sentier, l'unique communication entre les deux villages de Poncebos et Caín de Valdeón était une route de 100 km contournant toutes les montagnes avoisinantes. L'environnement géologique de la rivière et du sentier du Cares est fait de gorges très profondes, de précipices et de montagnes rocheuses abruptes inaccessibles et inhospitalières formant des pics (d'où le nom des pics d'Europe).
Le premier sentier du Cares a été creusé dans la roche entre 1915 et 1921, lors de la construction d'un large canal destiné à l'alimentation en eau de la centrale hydroélectrique de Camarmeña-Poncebos. C'était alors un sentier étroit destiné à l'entretien du canal. Puis le sentier a été élargi entre 1945 et 1950, offrant désormais sur une grande partie du parcours une largeur de plusieurs mètres. L'orographie inaccessible du cañon a fortement compliqué le travail de construction, qui a nécessité l'usage de dynamite et de cordes depuis lesquelles se suspendaient les ouvriers. Des 500 ouvriers qui ont participé aux travaux de construction du canal et du sentier, 11 sont morts dans des accidents du travail, notamment des chutes dans le vide.
En 2011, un pan de falaise s'est effondré au niveau d'un tunnel du sentier, ce qui a entraîné la fermeture temporaire de celui-ci et la construction d'une passerelle au-dessus du vide pour franchir l'effondrement. Le chemin a ensuite été rouvert le 1er juillet 2012.

## Description
Le sentier du Cares longe la rivière Cares, plus ou moins près du cours d'eau et la plupart du temps en surplomb de plusieurs dizaines de mètres au bord de précipices dangereux sans protection. Considéré comme un des plus beaux d'Espagne, il est tantôt à flanc de montagne abrupt, parfois creusé en encoche dans des parois rocheuses verticales, parfois creusé sous forme de tunnels, et traverse enfin la rivière par deux fois sur des ponts à l'approche de Caín : El Puente de Bolín et El puente de los Rebecos,. Il longe aussi le canal qui est souvent souterrain. Le sentier sinue autour du canal, passant tantôt juste à côté, tantôt au-dessus, tantôt en dessous. Par endroits, le sentier est soutenu par de solides murets de pierres de plusieurs mètres de hauteur.
Il existe une variante du sentier du Cares qui longe la lit de la rivière sur la première partie (proche de Poncebos), puis qui monte fortement dans un pierrier (moraine) pour rejoindre le sentier principal situé en hauteur.

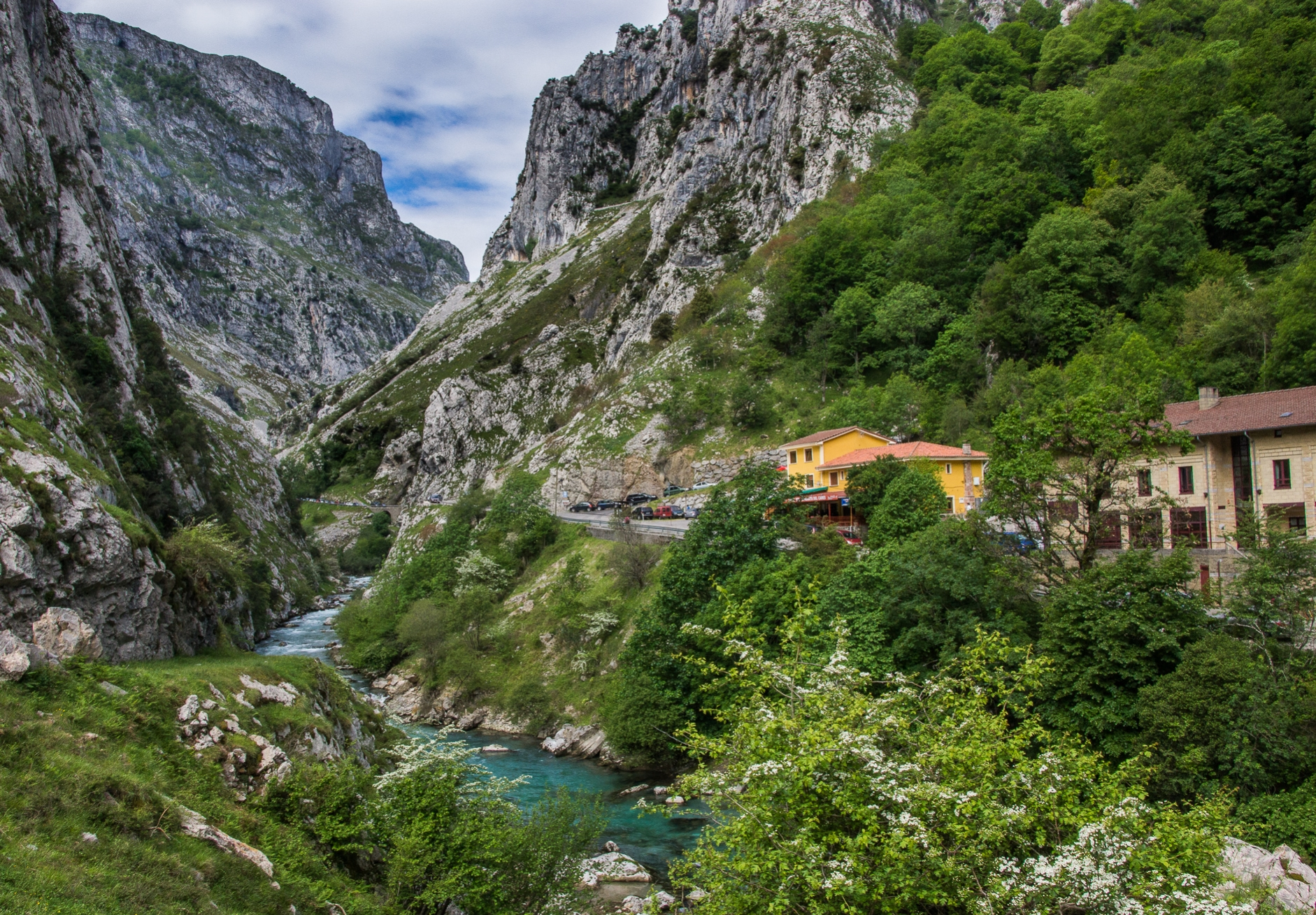
Début du sentier du Cares à Poncebos.
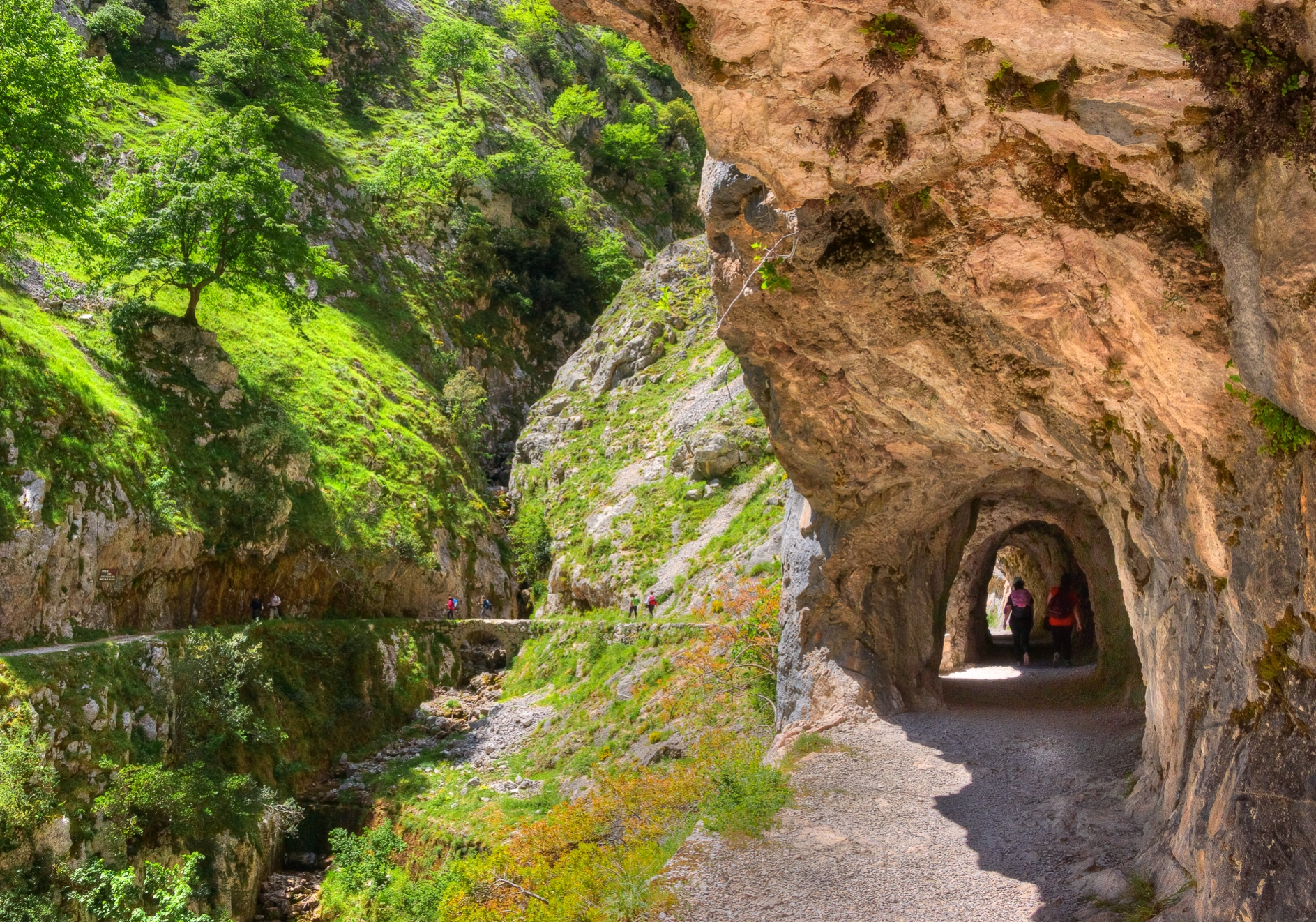
Tunnels et ponts de pierre sur les ruisseaux.
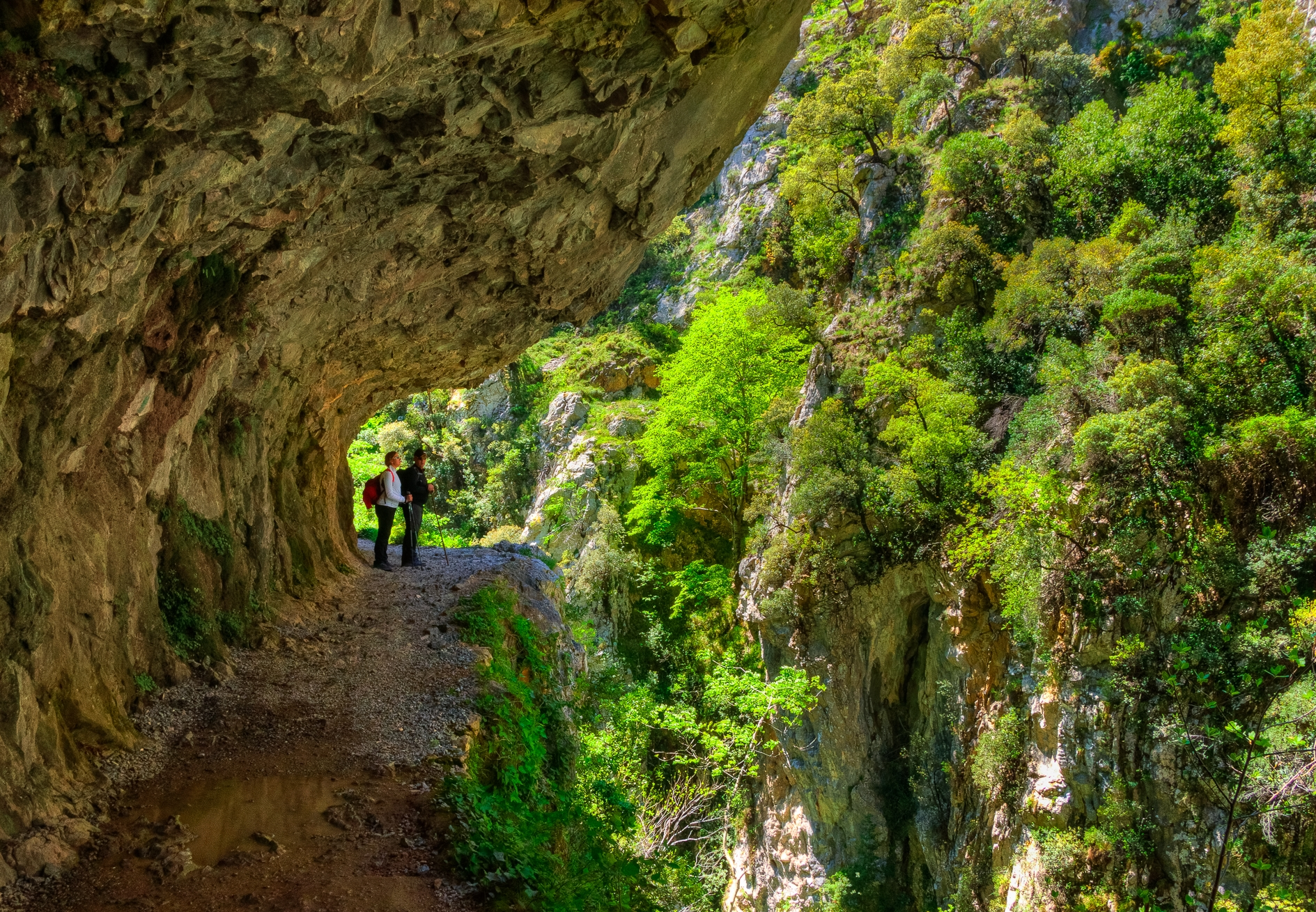
Sentier du Cares taillé dans la paroi verticale.

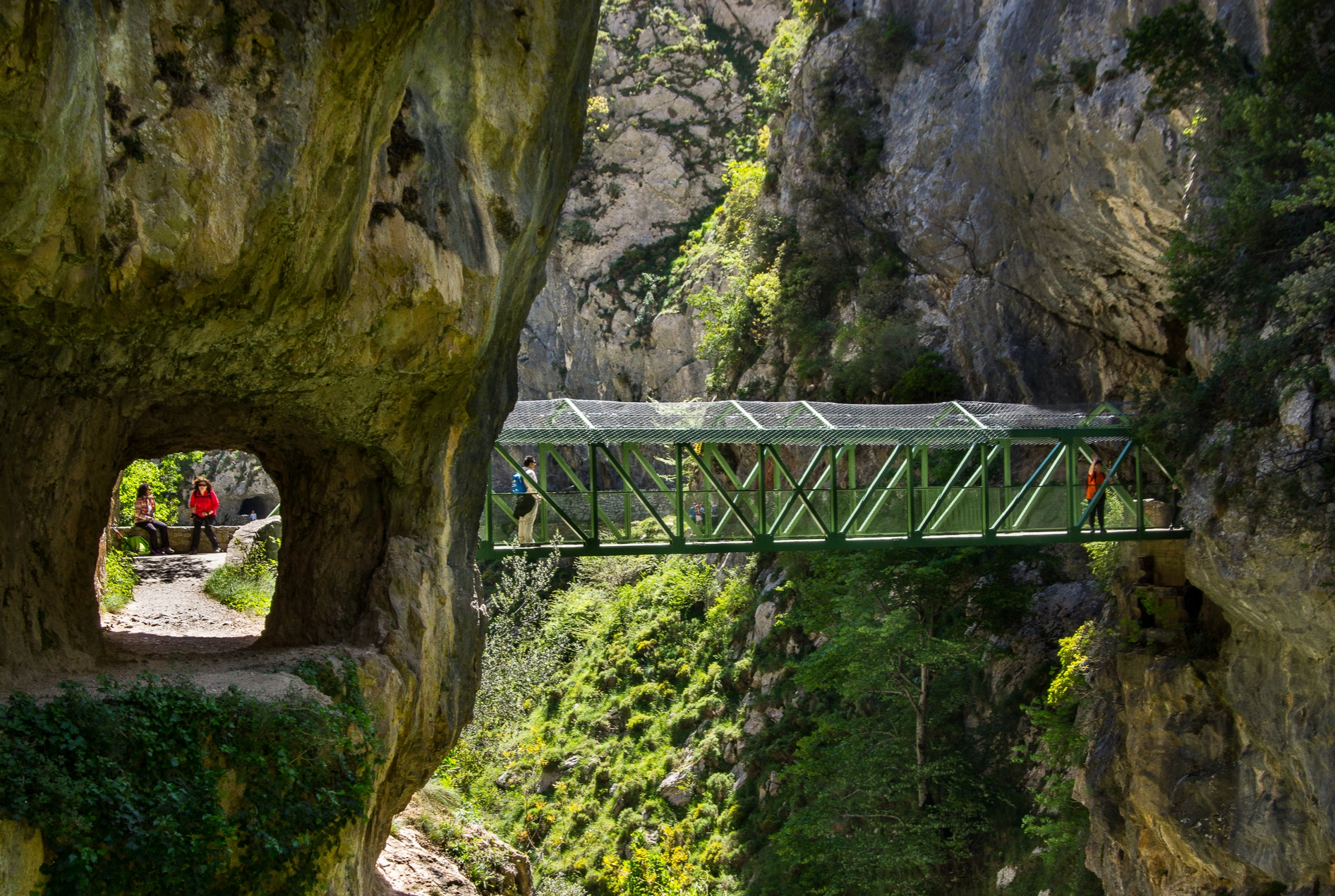
Sentier du Cares : tunnel et pont à l'approche de Caín où le défilé est le plus étroit.
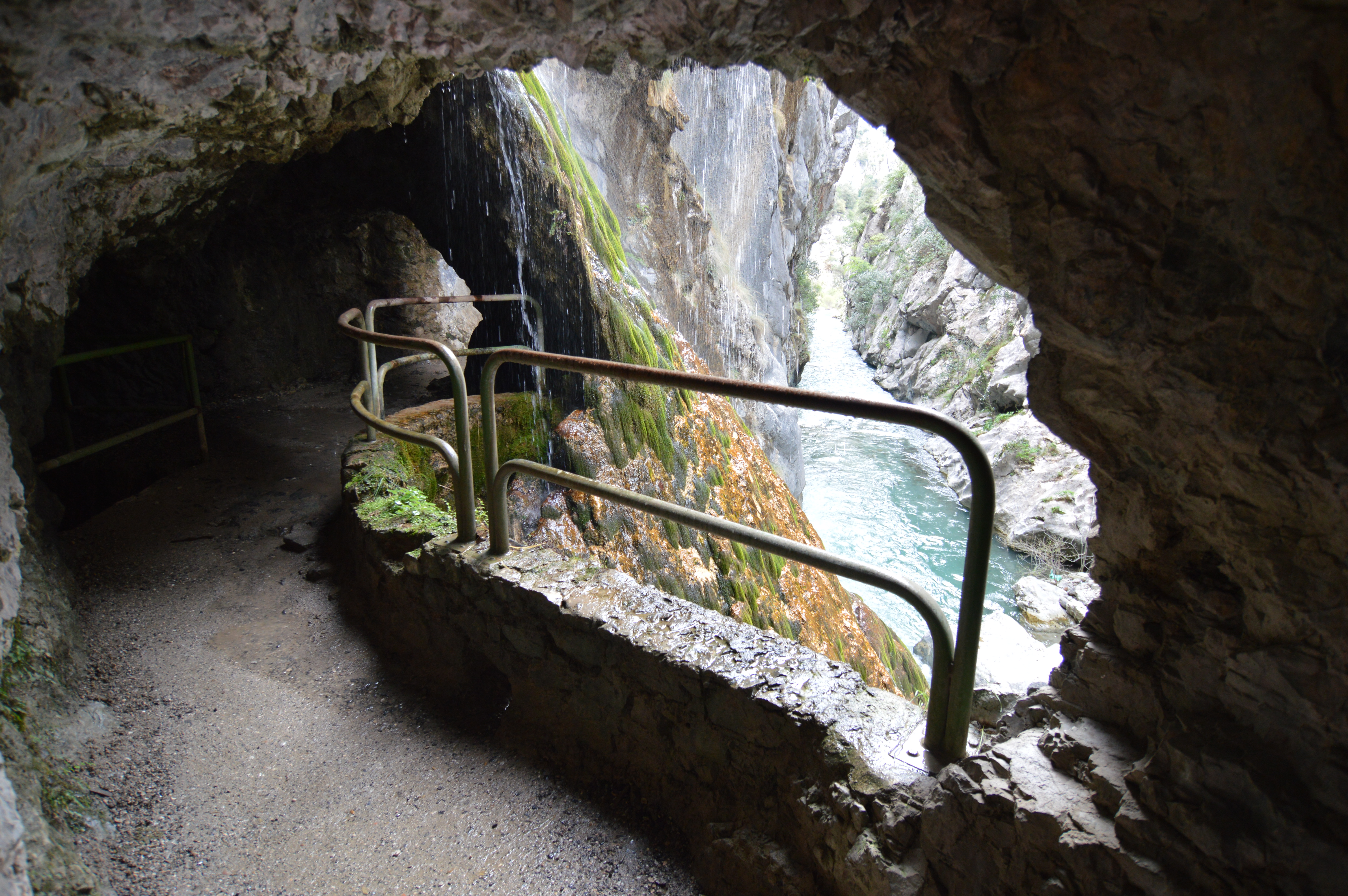
La rivière Cares et les tunnels à l'approche de Caín, au passage le plus étroit.
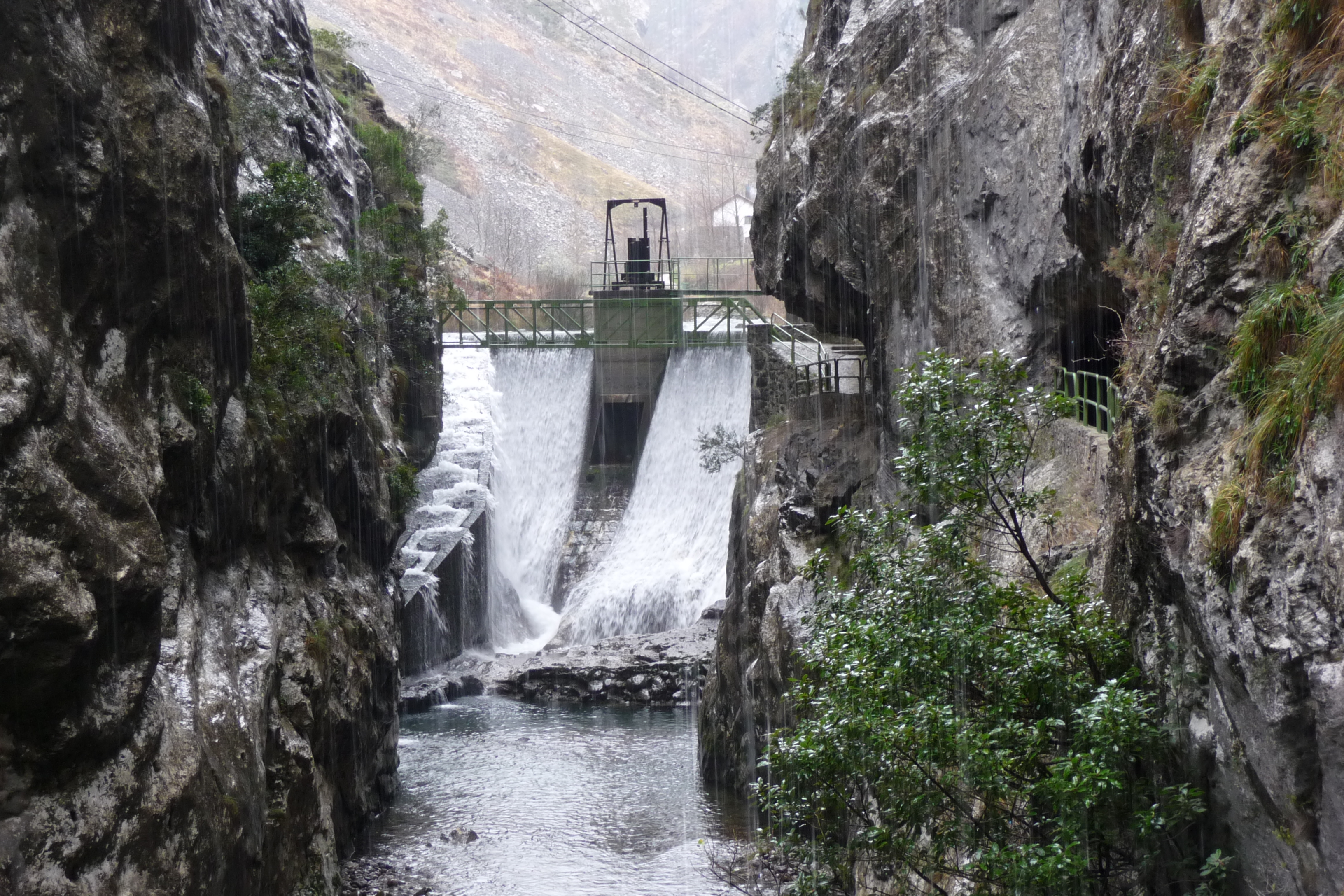
La retenue d'eau de Caín.
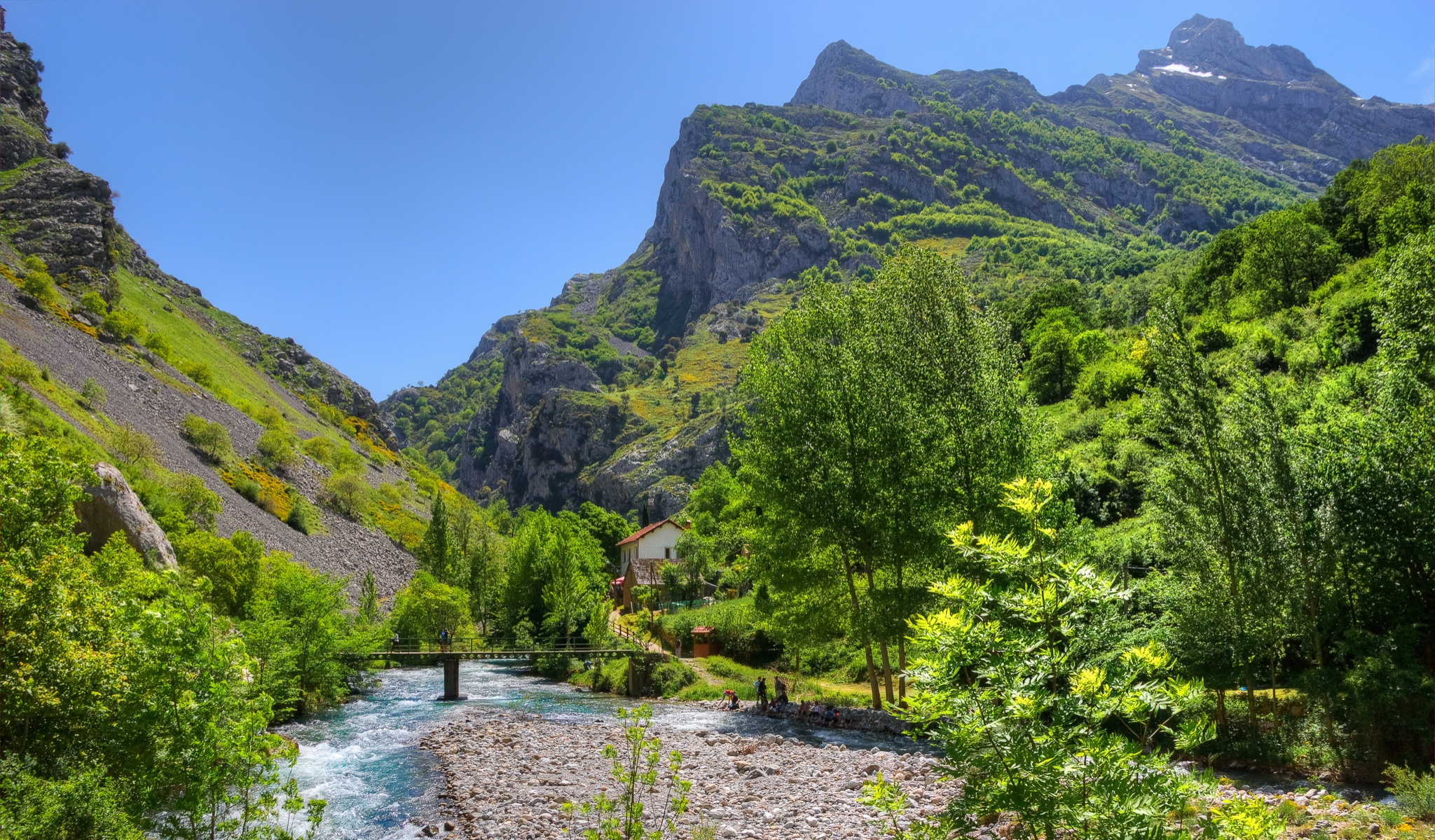
L'arrivée dans la vallée de Caín.

## Parcours nord-sud Poncebos-Caín

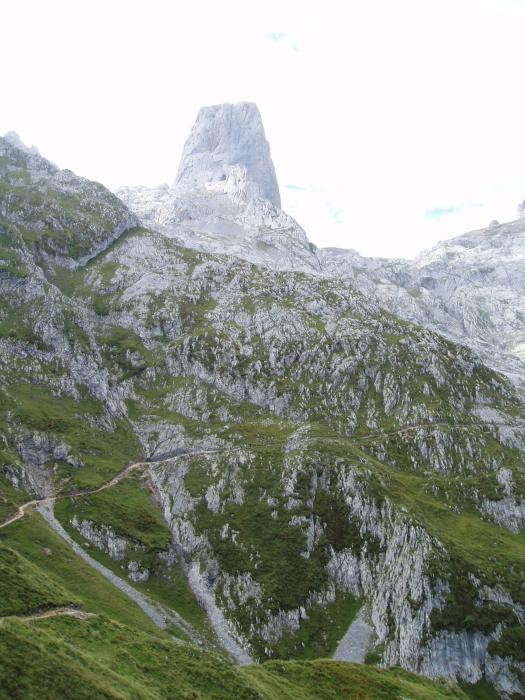
Naranjo de Bulnes
(Picu Urriellu), 2519 m.

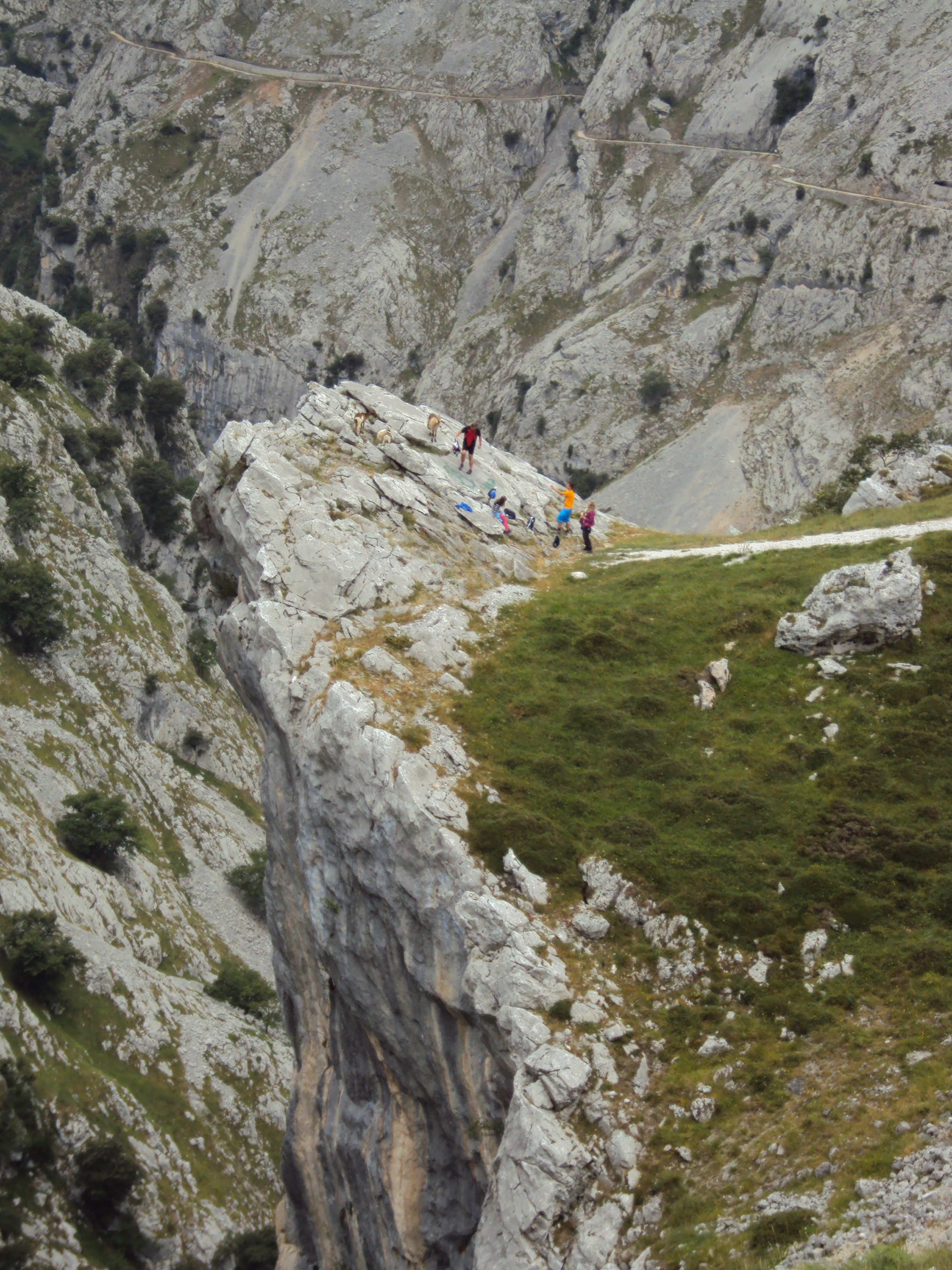
Précipice au lieudit Los Collados.

Le sentier du Cares se parcourt le plus souvent du nord vers le sud, de Poncebos jusqu'au village de Caín. Il débute au même endroit que le Funiculaire de Bulnes. Le sentier du Cares remonte le courant de la rivière et s'effectue en aller et retour dans la journée, soit un parcours de deux fois 12 kilomètres et d'une durée de 6 à 8 heures de marche selon la rapidité de la marche. Une marche sportive et ininterrompue permet même de faire le parcours Poncebos-Caín en 2 heures et demie.
Au départ du sentier se trouve une bifurcation à gauche qui, en franchissant le pont de Jaya, permet aussi de se rendre au village de Bulnes puis au Naranjo de Bulnes, un des plus hauts sommets des pics d'Europe et site prisé par les amateurs d'escalade.
Le sentier du Cares commence par une forte côte de 2 kilomètres et de 300 m de dénivelé jusqu'au lieudit Los Collados (ou Collaos) — une petite prairie où se trouve une ruine de bergerie — qui permet de prendre rapidement de l'altitude par rapport à la rivière. Los Collados, situé à 520 m d'altitude, est le point le plus élevé du sentier Poncebos-Caín. À ce point, le sentier surplombe la rivière de 150 m avec un précipice impressionnant. À cet endroit, il existe une variante du sentier qui conduit à Camarmeña, unique endroit de la gorge du Cares où on peut contempler le Naranjo de Bulnes.
Après une forte descente d'un dénivelé de 100 m, le sentier du Cares adopte une pente ascendante beaucoup plus douce et progressive, jusqu'à revenir à la même altitude que la rivière près de Caín.
Le sentier du Cares traverse les lieux-dits Pradería de Culiembro (Prairie de Culiembro) dans laquelle se trouvent deux bâtiments jadis habités, Llano de la Sota (Plaine du Valet) et Caserío de la Viña (Maison de la Vigne). Il existe quelques bâtiments en ruine le long du chemin.
À mi-parcours, on peut observer dans le fond de la vallée la résurgence d'une rivière souterraine d'un débit très soutenu.
Vers la fin du parcours, à l'approche de Caín, le défilé devient extrêmement étroit et sombre, au point que le sentier a été creusé sous forme d'une série de tunnels. Il franchit deux fois la rivière par les ponts de Bolín (anciennement appelé Pont Trea), puis le pont Trascámara. Enfin, lorsqu'on arrive aux environs immédiats de Caín, la vallée s'élargit beaucoup, devient beaucoup plus verdoyante, et on quitte les gorges pour des prairies de montagne et le village. Là, au point de départ du canal, une retenue d'eau a été aménagée pour en réguler le débit. De majestueuses montagnes encerclent le petit village rural de Caín qui abrite un restaurant et quelques hôtels. Un service de taxi en quatre-quatre permet de revenir au point de départ de Poncebos, moyennant un parcours Caín-Poncebos de 2 heures et 120 kilomètres en passant par deux cols de moyenne montagne.

## Parcours sud-nord Valdeón-Poncebos

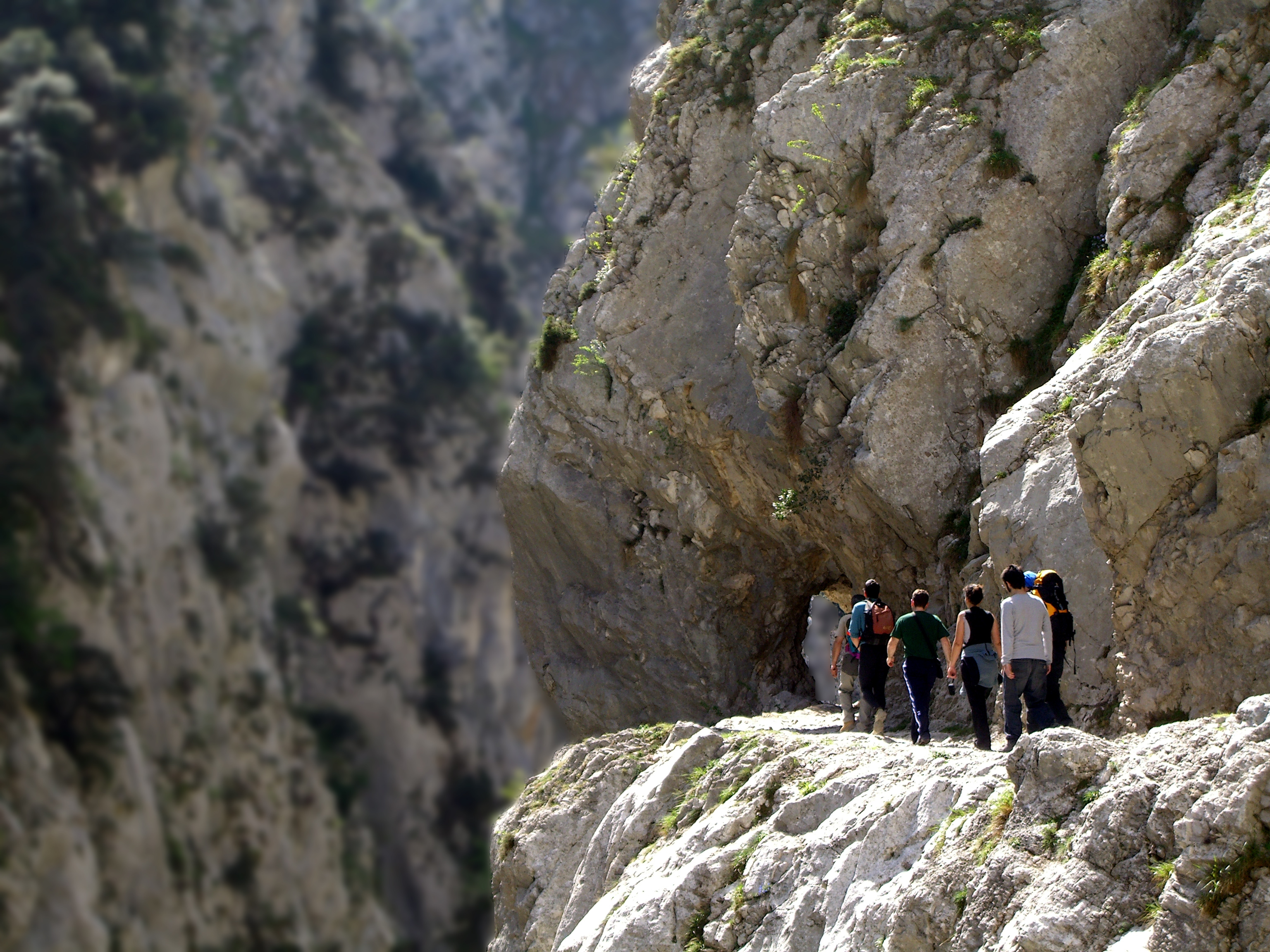
Randonnée sur le sentier du Cares.

Pour effectuer la randonnée du sentier du Cares dans l'autre sens (dans le même sens que la rivière, dans le sens sud-nord, en descente et vers la mer), il faut d'abord se rendre à Posada de Valdeón, village très isolé de montagne. L'accès peut se fait en voiture par la route descendante de Portilla de la Reina et du col de Pandetrave, ou, par les cols du Pontón et de Panderruedes, par une route qui descend jusqu'au fond de la vallée. Puis on arrive en voiture à Caín, village extrêmement isolé, par une route parfois étroite avec deux sections à fortes pentes qui surplombe la rivière Cares.

## Données du sentier
Le départ au pont de Poncebos est à 260 m d'altitude, et le dénivelé jusqu'à Caín est de + 450 m. La longueur du sentier de Poncebos à Caín est de 12 km, puis de 12 km supplémentaires de Caín à Posada de Valdeón.

## Balisage
Le sentier du Cares fait l'objet d'un balisage régional de randonnées sous les références PR-PNPE 3 (Parc national des pics d'Europe) et GR 202 sur la moitié du parcours. Les balises de couleur correspondantes sont des barres horizontales jaunes. Le sentier est également pourvu d'un affichage par panneaux pédagogiques sur l'historique de la construction du canal et du sentier.

## Popularité

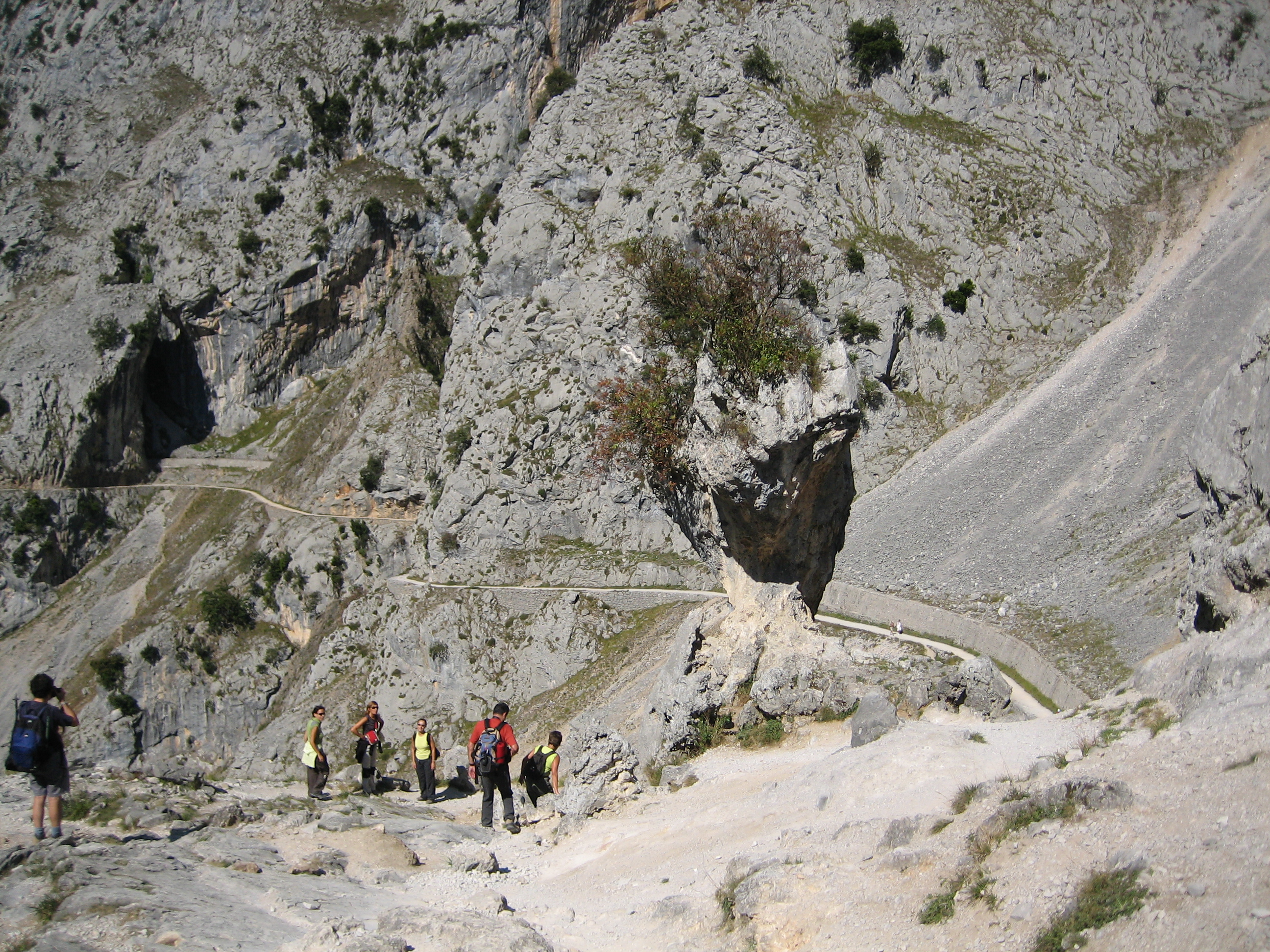
Curiosité géologique : mégalithe du sentier du Cares.

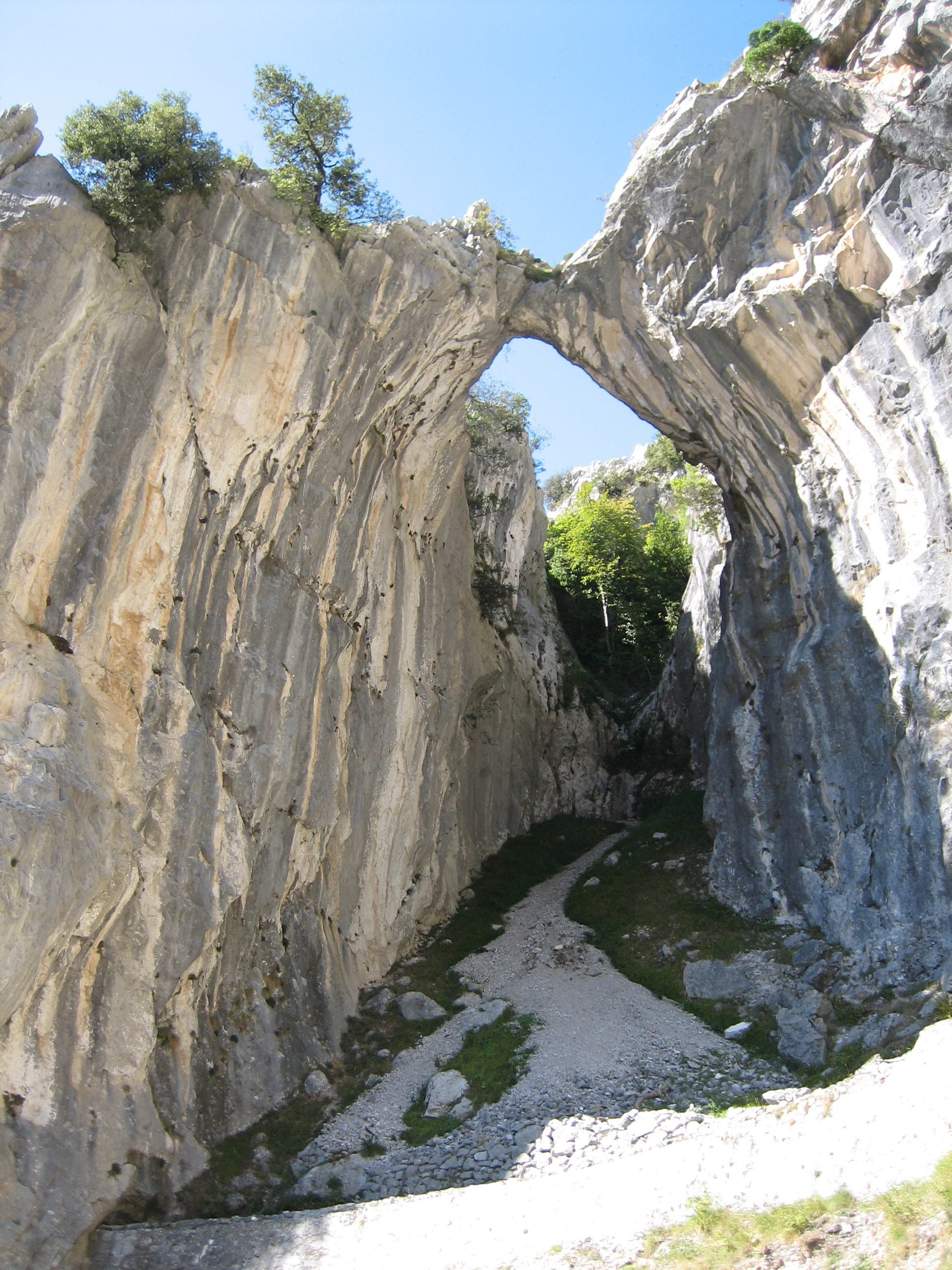
L'arche naturelle.

L'aspect spectaculaire de l'endroit et le dénivelé modéré du sentier du Cares en font un lieu idéal de randonnée. Parmi les près de deux millions de personnes qui visitent annuellement le Parc national des pics d'Europe, on estime que le sentier du Cares est celui qui reçoit la plus grande affluence de visiteurs, soit 300 000 visiteurs par an.

## Précautions pour la randonnée
Dans le sens Poncebos Cain, le sentier sur les deux premiers kilomètres est étroit, glissant, abrupt et monte rapidement . C’est la partie la plus dangereuse. Si vous faites le retour, il faudra penser à la descente. Par la suite, le sentier ne comporte aucune difficulté technique particulière, mais nécessite un entraînement permettant de marcher une journée entière. La rareté de la végétation en fait un lieu aride et très chaud en été. Il n'existe aucun point relais en cours de randonnée (ni village ni poste de secours), c'est pourquoi il convient de se munir de vivres et d'eau. Les secours en montagne dans cette zone étroite, abrupte et extrêmement inaccessible peuvent être lents et compliqués.
Cette zone de montagnes est souvent encombrée de brouillard, même en été, qui gâche la randonnée en masquant les hauts sommets spectaculaires.

## La rivière Cares
La rivière Cares ne se limite pas au parcours du sentier du Cares, elle suit un parcours sud-nord presque jusqu'à la mer. À partir de Poncebos, elle continue à sinuer dans des défilés étroits le long de la route qui traverse Valdeón (León), Cabrales, Peñamellera Grande et Peñamellera Baja (Asturias) jusqu'au moment où elle se jette dans le Río Deva sur la commune de Panes, près de la bourgade de Abandames, non loin de la mer Cantabrique. Le sentier du Cares correspond donc seulement à la partie pédestre septentrionale de la rivière et en altitude, loin de la mer.

## Géologie
La roche dans laquelle s'ouvre le défilé du Cares est composée de calcaire gris.

## Faune
Il est possible de croiser sur le chemin du Cares quelques chèvres de montagne semi-sauvages qui se nichent parfois dans les trous de la roche ou dans la moindre anfractuosité des parois verticales.

## Curiosités géologiques

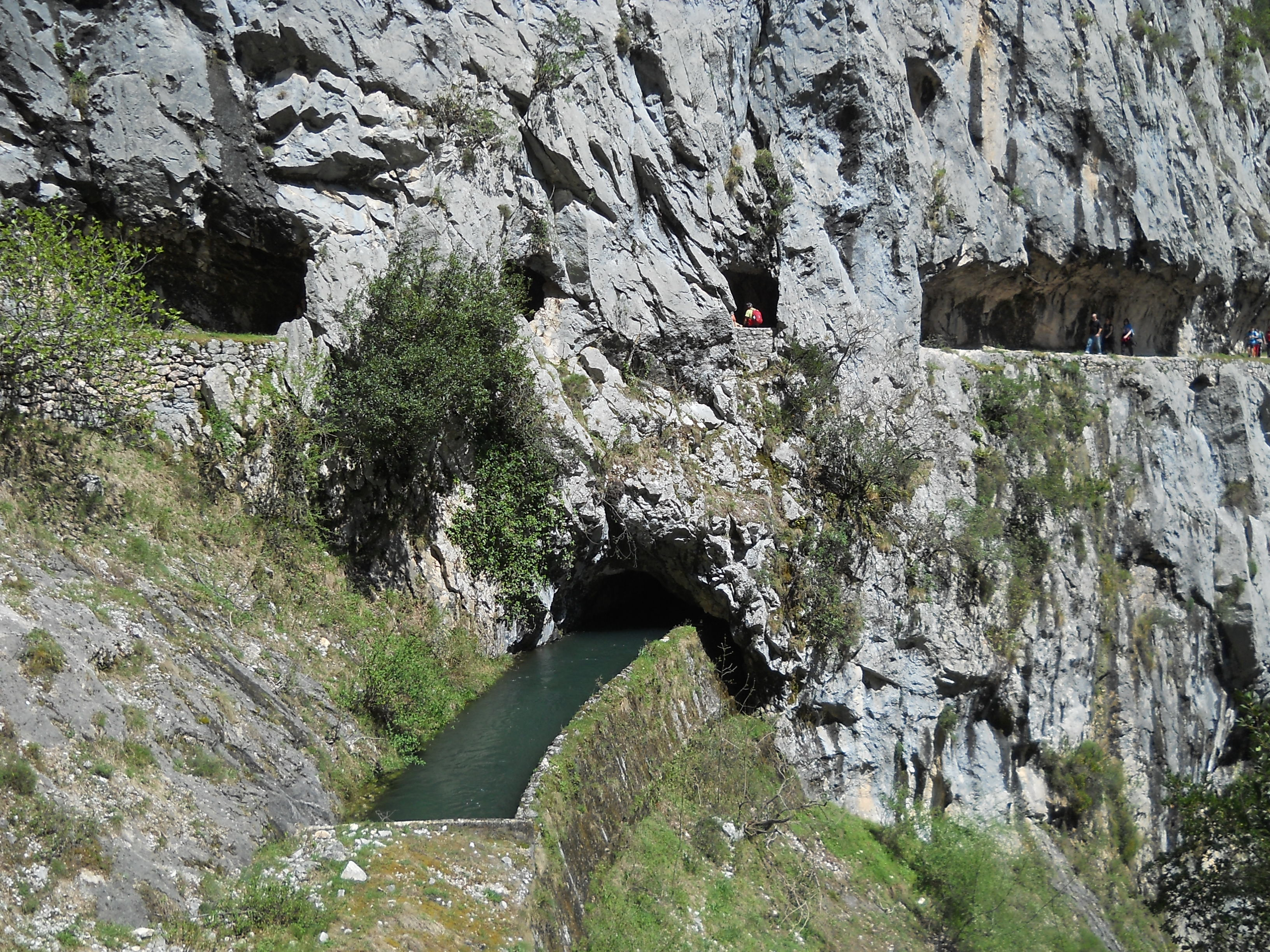
Croisement entre le canal et le sentier du Cares.

Peu après Los Collados, un bloc mégalithique coiffé d'un bouquet végétal dont la base est rongée semble en position d'équilibre instable. Plus loin, à mi-parcours, le sentier passe à côté d'une arche naturelle de la montagne.

## Le canal
Le canal d'alimentation de la centrale hydroélectrique de Camarmeña-Poncebos est une œuvre titanesque compte tenu des moyens techniques limités des constructeurs au début du XXe siècle. Il est tantôt creusé dans la montagne dans de longs tunnels sur la plupart de son parcours, soit entièrement bâti de murs et parfois d'une couverture en coupole de pierres, parfois visible sur de courtes longueurs, ou parfois juste dévoilé sous forme d'une petite « fenêtre » creusées dans la roche. D'une largeur variant de un à 3 m et d'une profondeur d'un mètre. Il débute à Caín à la sortie d'une retenue d'eau et de vannes de régulation et possède des vannes intermédiaires à certains points du chemin. Après son parcours à très faible pente de 1 pour 1 000, débute dans la bourgade de Camarmeña qui surplombe Poncebos la conduite forcée à très forte pente au-dessus de la centrale électrique de Poncebos située en fond de vallée. Construit par la Societad Electra de Viesgo, le canal du Cares traverse 71 tunnels et a nécessité le travail de 500 ouvriers pendant 9 ans, de 1915 à 1924. La roche était alors creusée à la main avec de simples outils.
De 1945 à 1950, le canal a subi d'importants travaux de rénovation, pendant lesquels le sentier a été élargi pour en faciliter l'entretien. C'est alors que des murs de soutènement du sentier ont été construits pour l'aplanir. Les ouvriers de l'époque avaient mis en place des téléphériques manuels rudimentaires qui permettaient de transporter des hommes et des matériaux d'un côté à l'autre de la vallée. Les ponts conséquents en bois qui ont alors été construits surplombent le fond de la vallée jusqu'à 60 m. Aujourd'hui, le Puente Bolín et le Puente de los Rebecos sont des ponts métalliques.

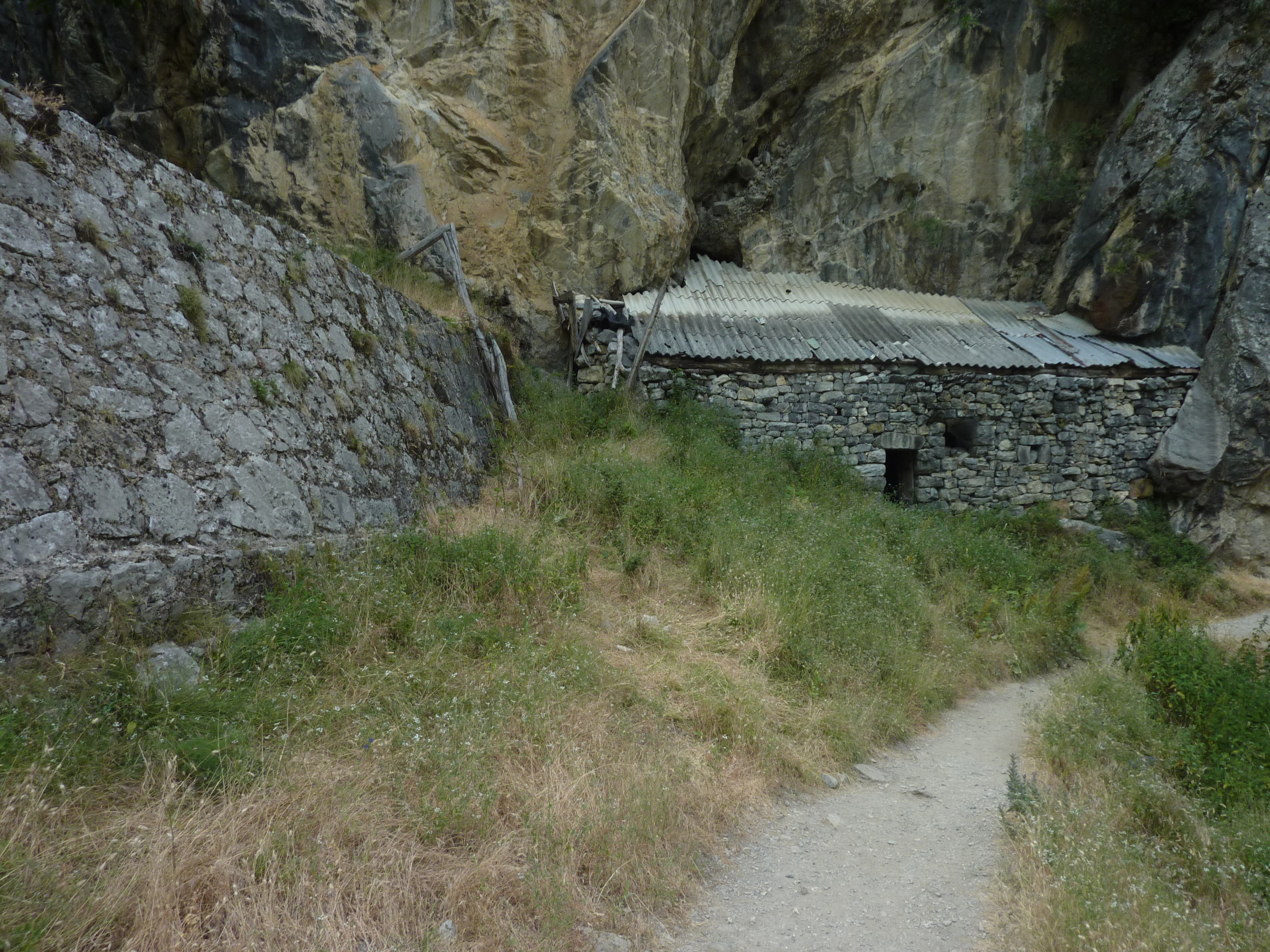
Ancienne baraque d'ouvrier à côté du canal du Cares.
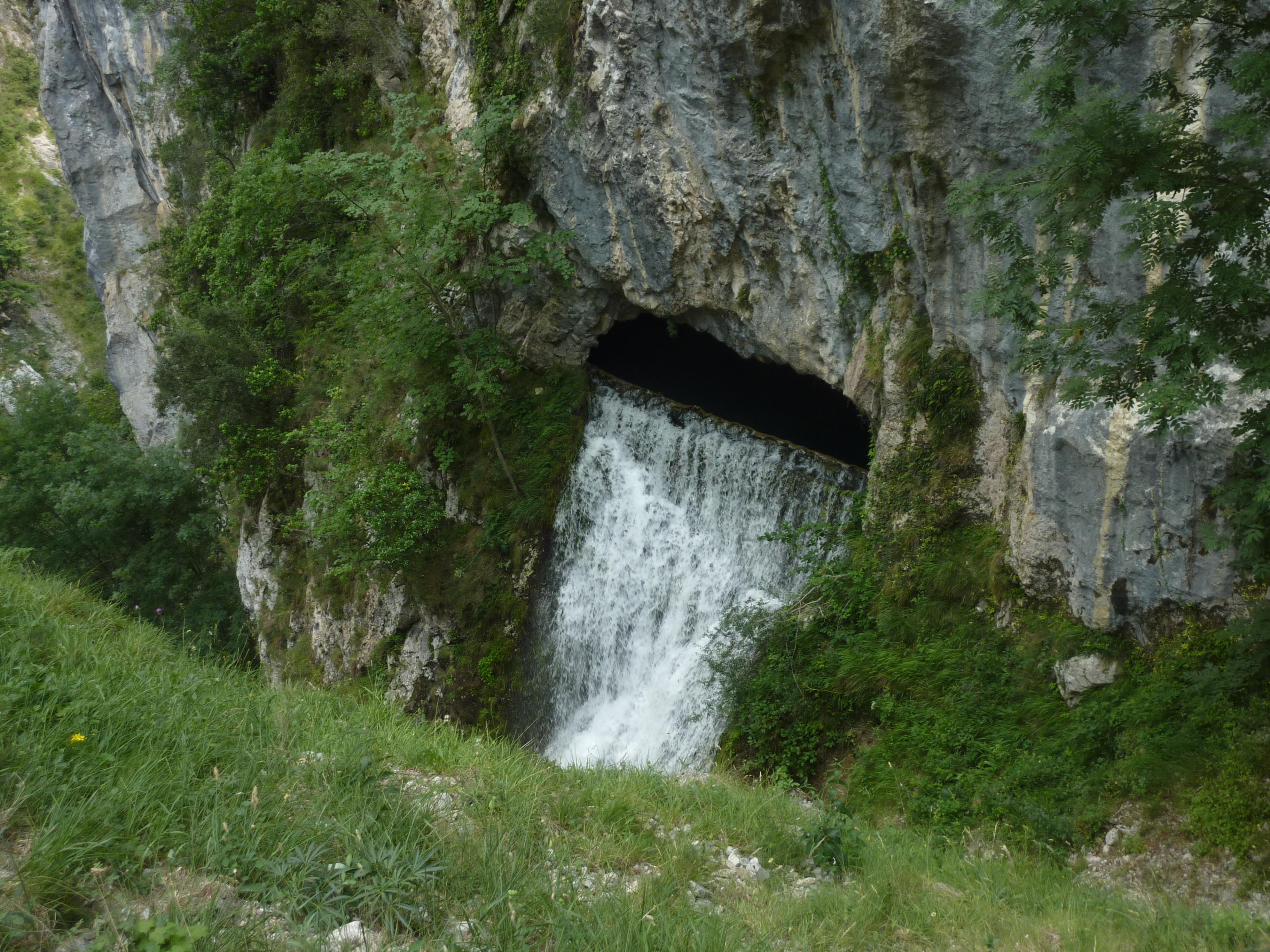
Fenêtre de trop plein du canal.
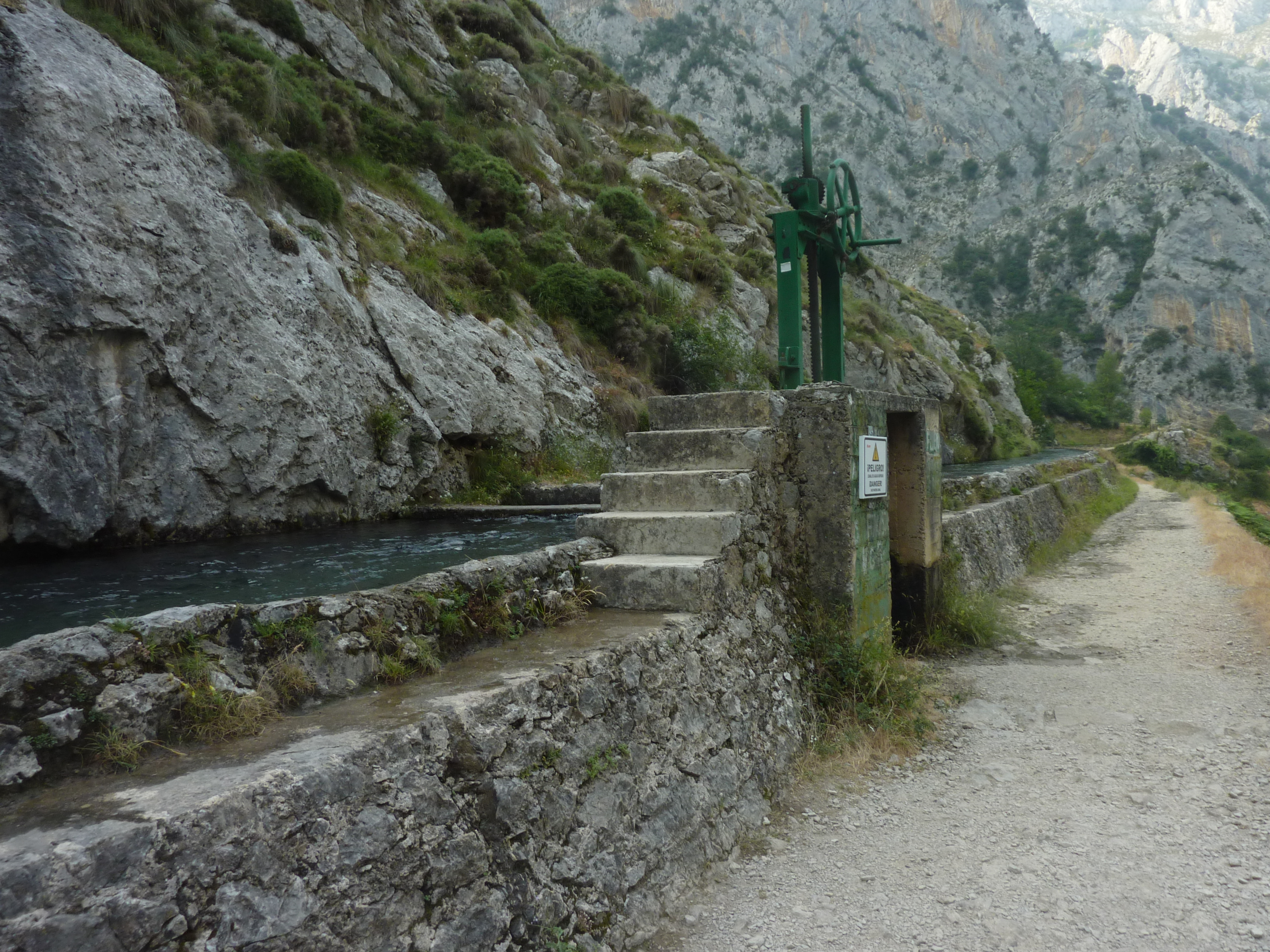
Vanne de trop plein du canal.

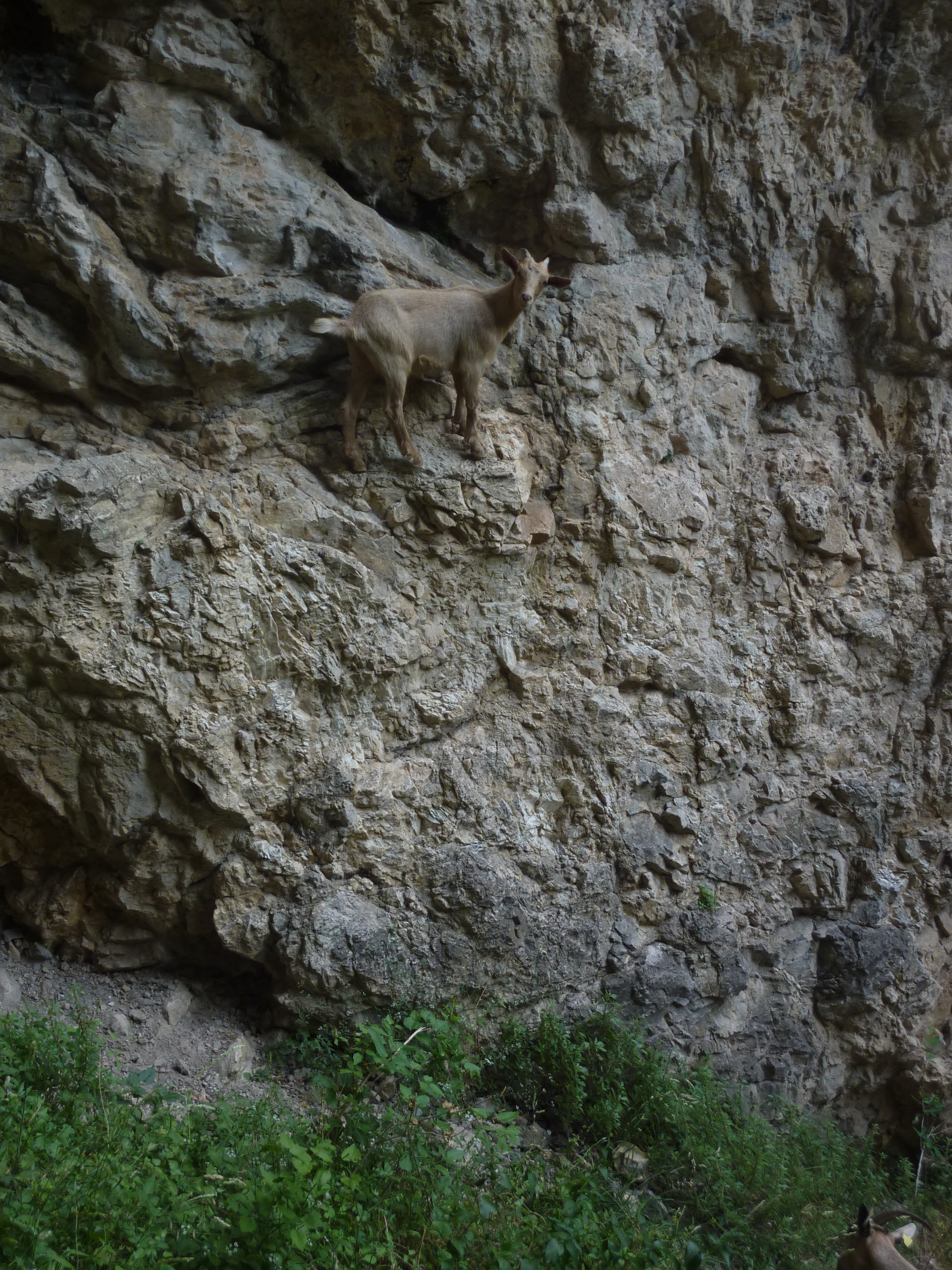
Chèvre semi-sauvage accrochée à la paroi.
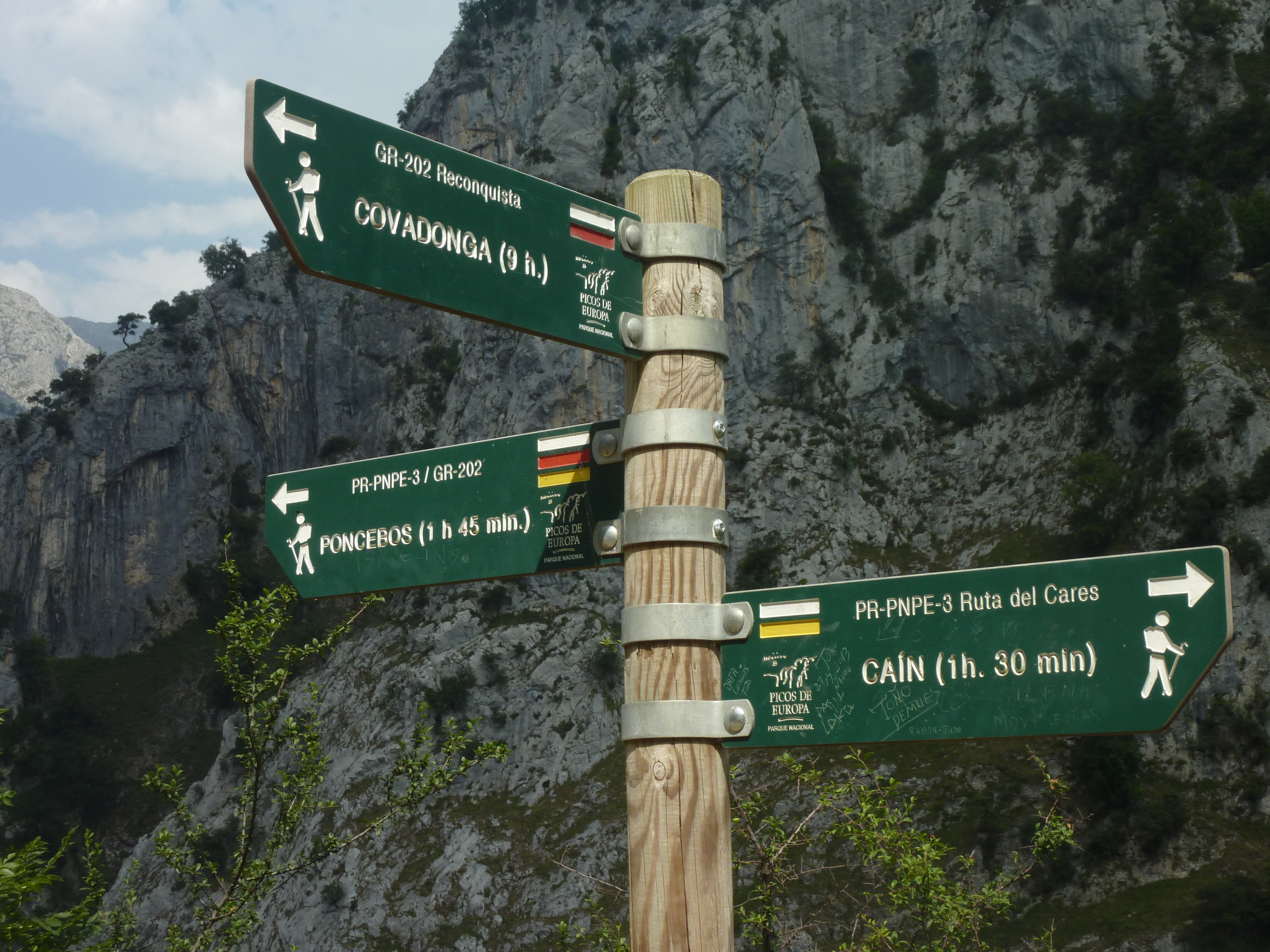
Panneaux de balisage PR/GR

## Hommage
Le sentier actuel a remplacé « le terrible et difficile sentier qui se perdait dans divers trajets », auquel l'écrivain espagnol Julián Delgado Úbeda a consacré « d'émouvantes pages » dans son livre Le Parc National de la Montagne de Covadonga (pages 102 à 111).